# 2. ŽNL Splitsko-dalmatinska
Druga Županijska liga Splitsko-dalmatinska predstavlja šesti rang hrvatskog nogometnog prvenstva na području Splitsko-dalmatinske županije. Liga je prvu sezonu imala 1998./99., a može se smatrati i sljednicom nekadašnje Lige NSO Split. 

Prvak lige dobiva pravo plasmana u višu ligu – 1. ŽNL Splitsko-dalmatinsku, dok kao niža liga postoji Nogometna liga otoka Hvara, ali u pravilu nema prelaženja momčadi između ove dvije lige. 

2. ŽNL Splitsko-dalmatinska u pojedinim sezonama nije igrana zbog manjka momčadi, a njeni članovi bi postajali sudionici 1. ŽNL.

## Sudionici

### Sudionici 2024./25.
- Adriatic – Split
- Čaporice-Trilj – Čaporice, Trilj
- Glavice 1991 – Glavice, Sinj
- Hvar – Hvar
- Jadran – Supetar
- Mosor – Žrnovnica, Split
- Poljičanin 1921 – Srinjine, Split
- Postira-Sardi – Postira
- Trilj 2001 – Trilj

### Bivši sudionici (1998./99. – 2023./24.)
| - Croatia – Zmijavci - Dalmatinac – Split - Glavice – Glavice, Sinj - HBDNK Mosor – Sveti Jure – Žrnovnica, Split - Imotski 1991 – Imotski - Jadran – Tučepi - Kamen – Ivanbegovina, Podbablje - Krilnik – Split - Mladost – Donji Proložac, Proložac - Mračaj – Runović, Runovići - Nada – Split | - Podstrana – Podstrana - Prugovo – Prugovo, Klis - Slaven – Trogir - Sloga – Mravince, Solin - Tekstilac – Sinj - Trogir – Trogir - Val – Kaštel Stari, Kaštela - Vinjani – Donji Vinjani, Imotski - Vis – Vis - Vrlika – Vrlika - Zagora – Primorski Dolac |

## Dosadašnji pobjednici
| sezona                              | rang | klubova | pobjednik                |
| ----------------------------------- | ---- | ------- | ------------------------ |
| 1998./99.                           | 5.   | 6       | Sloga Mravince           |
| 1999./2000.                         | 5.   | 8       | Kamen Ivanbegovina       |
| 2000./01.                           | 5.   | 7       | Croatia Zmijavci         |
| 2001./02.                           | 5.   | 6       | Glavice                  |
| 2002./03.                           | 5.   | 6       | Jadran Tučepi            |
| 2003./04.                           | 5.   | 6       | Sloga Mravince           |
| nije igrano (2004./05. – 2011./12.) |      |         |                          |
| 2012./13.                           | 5.   | 7       | Adriatic Split           |
| 2013./14.                           | 5.   | 9       | Tekstilac Sinj           |
| 2014./15.                           | 5.   | 8       | Glavice                  |
| 2015./16.                           | 5.   | 6       | Jadran Supetar           |
| 2016./17.                           | 5.   | 9       | Hvar                     |
| 2017./18.                           | 5.   | 12      | Poljičanin 1921 Srinjine |
| 2018./19.                           | 5.   | 8       | Mračaj Runović           |
| 2019./20. ↓19/20                    | 5.   | 11      | Val Kaštel Stari         |
| 2020./21.                           | 5.   | 11      | Trogir 1912              |
| 2021./22.                           | 5.   | 11      | Tekstilac Sinj           |
| 2022./23.                           | 6.   | 9       | Poljičanin 1921 Srinjine |
| 2023./24.                           | 6.   | 10      | Vinjani (Donji Vinjani)  |
| 2024./25.                           | 6.   | 9       | Čaporice-Trilj           |

 Kategorija:2. ŽNL Splitsko-dalmatinska 

Kategorija:Sezone petog ranga HNL-a 

Kategorija:Sezone šestog ranga HNL-a 

Kategorija:Sezone sedmog ranga HNL-a 

Napomene: 

↑19/20  – u sezoni 2019./20. prvenstvo prekinuto nakon 11. kola zbog pandemije COVID-19 u svijetu i Hrvatskoj 

## Poezani članci
- 1. ŽNL Splitsko-dalmatinska
- Hvarska nogometna liga
- Kup Nogometnog saveza Županije Splitsko-dalmatinske

## Vanjske poveznice
- Nogometni savez županije Splitsko-Dalmatinske
- (engl.) sofascore.com, 2. ŽNL Splitsko-dalmatinska
- facebook.com, 1. ŽNL Splitsko-dalmatinske županije
- sportnet.hr forum, 1. i 2. ŽNL Splitsko-dalmatinske županije  Arhivirana inačica izvorne stranice od 27. studenoga 2021. (Wayback Machine)
- dalmatinskinogomet.hr